# Brufe (Terras de Bouro)
Brufe is een plaats (freguesia) in de Portugese gemeente Terras de Bouro en telt 57 inwoners (2001).